# Laszki
Laszki è un comune rurale polacco del distretto di Jarosław, nel voivodato della Precarpazia.
Ricopre una superficie di 137,85 km² e nel 2004 contava 7 012 abitanti.